# موتوماهی‌های جامه‌دار
موتوماهی‌های جامه‌دار (نام علمی: Stolephorus) نام یک سرده از تیره موتوماهیان است.